# Danielle Colaprico
Danielle Jessica Colaprico (Freehold, Nueva Jersey; 6 de mayo de 1993) es una futbolista estadounidense. Juega como centrocampista en el San Diego Wave de la National Women's Soccer League de Estados Unidos. Fue internacional con la selección de Estados Unidos.
En 2015, Colaprico fue elegida por el Chicago Red Stars en el 9.º turno del draft universitario de la NWSL.

## Clubes
| Club                     | País           | Año             |
| ------------------------ | -------------- | --------------- |
| Chicago Red Stars        | Estados Unidos | 2015-2022       |
| Adelaide United (cedida) | Australia      | 2016-2018       |
| Sydney FC (cedida)       | Australia      | 2018-2019       |
| San Diego Wave           | Estados Unidos | 2023 - presente |